# Adamaszek

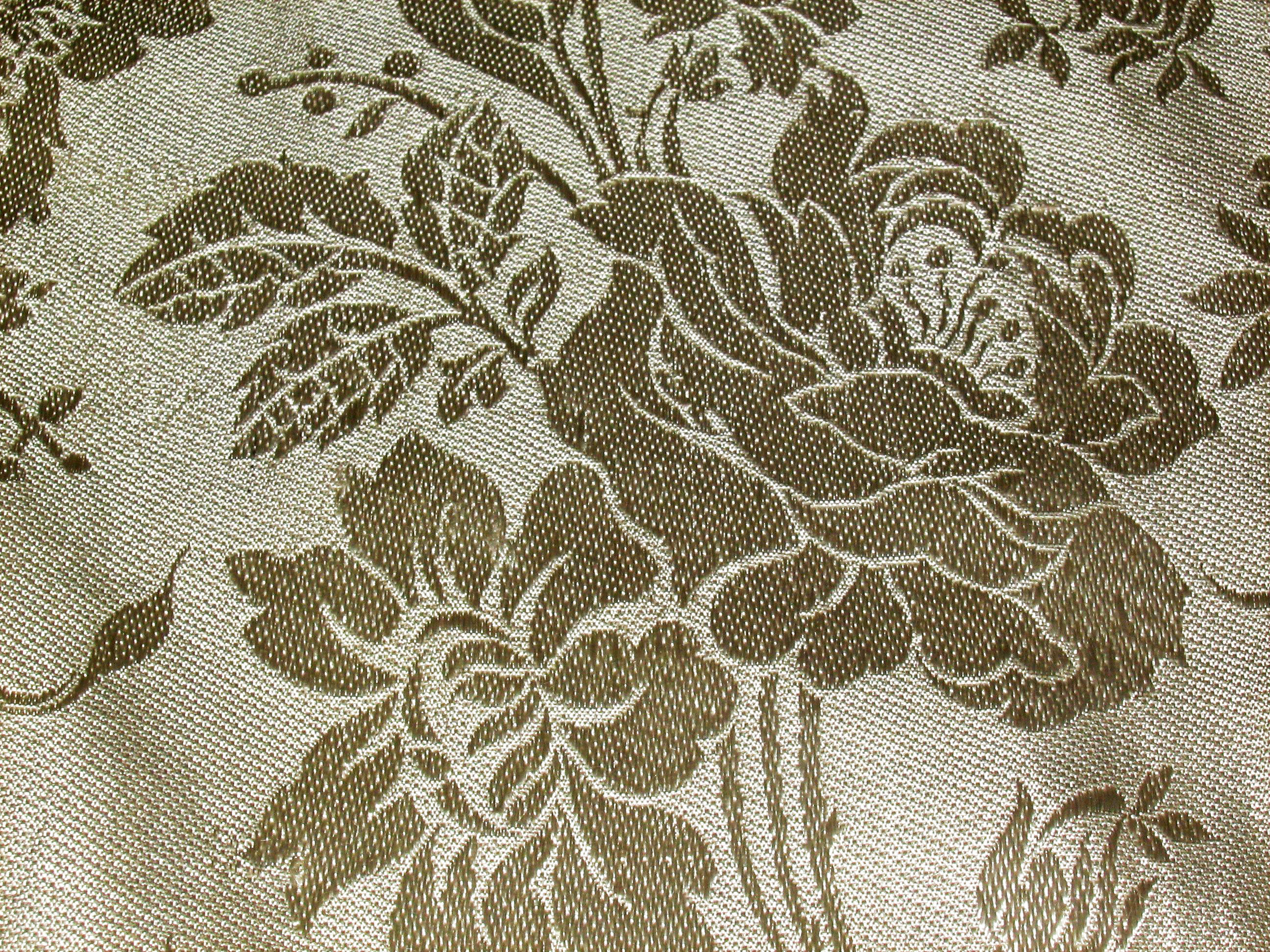
Wzorzysty adamaszek, z którego wykonane są poły jednego z białych ornatów z pocz. XX w.

Adamaszek (łac. adamascus, franc. damas) – tkanina żakardowa, dwustronna, najczęściej jedwabna, zwykle jednobarwna, z wzorem matowym na błyszczącym tle (lub odwrotnie), uzyskiwanym przez odpowiednie dobranie splotów tkackich, najczęściej atłasowych i skośnych.
Najstarsze adamaszki wytwarzano w Chinach w epoce Han (200 p.n.e.–220 n.e.); w Egipcie i Syrii w VII–XI w.; w Europie produkowano od XII wieku, głównie we Włoszech. Adamaszki lniane wyrabiano we Flandrii i Holandii w XVI–XVII wieku, w Saksonii i na Śląsku w XVII–XVIII wieku. Adamaszków jedwabnych używano na kosztowne ubiory, paramenty kościelne oraz do obijania ścian i mebli; adamaszków lnianych na bieliznę pościelową i stołową.
Nazwa adamaszek pochodzi od miasta Damaszek w Syrii.